# 주 신정왕
동주 신정왕 희정(東周 愼靚王 姬定)은 주나라의 36대 왕이다.

## 사적
신정왕 6년(기원전 315), 붕어하였다. 아들 연(延)이 뒤를 이었다.